# キリストの墓の前のマリアたち
『キリストの墓の前のマリアたち』（伊: Le Marie al Sepolcro, 英: The Marys at the Sepulcher）は、イタリア、初期バロックの画家バルトロメオ・スケドーニが1613年から1614年に制作した絵画である。油彩。主題は『新約聖書』「マルコによる福音書」と「マタイによる福音書」で語られているキリストの復活の物語から取られている。パルマ公爵ラヌッチョ1世・ファルネーゼの依頼により、パルマ近郊のフォンテヴィーヴォのカプチン会修道院教会のために制作された連作の1つで、同じくカプチン会修道院教会の『キリスト降下』（Deposizione del Cristo）とともにスケドーニの最高傑作とされている。現在はパルマ国立美術館に所蔵されている。

## 主題

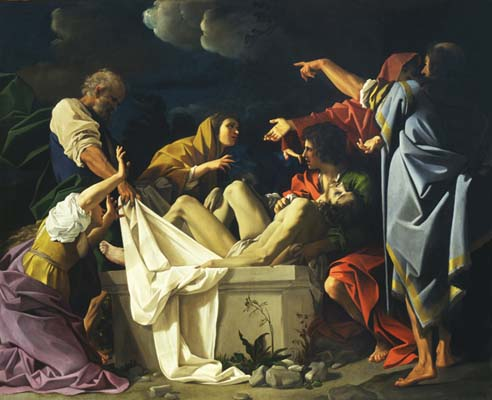
1613年から1614年の『キリスト降下』。パルマ国立美術館所蔵。

「マルコによる福音書」16章によると、キリストが埋葬されたのち、マグダラのマリアとヤコブの母マリア、サロメがキリストの遺体に塗るために香油を買い、キリストの墓所に行った。すると墓所を塞ぐ大きな石はすでにどかしてあった。彼女たちが墓所に入ると真っ白な衣を着きた若者が座っており、キリストはすでに復活して、ここにはいないと告げた。彼女たちは大いに恐れて墓から逃げ去った。「マタイによる福音書」28章によるとマグダラのマリヤたちがキリストの墓所にやって来ると大きな地震が起こり、主の御使いが天より現れ、墓を塞ぐ岩を転がしてその上に座った。その姿は稲妻の如く輝き、その衣は雪のように真っ白であった。墓所の見張りたちが恐ろしさに震えあがるなか、御使いは彼女たちにキリストが復活したことを告げ、遺体がないことを確かめるよう言った。

## 作品
マグダラのマリアたちの前で、白い衣服を着た天使はキリストの遺体が収められた石棺から蓋をどかして、その上に座っている。天使の周囲は光が透ける雲が漂い、女たちは驚愕して身振りは天使の言葉を聴くために対話のポーズをとりながら立つか、あるいはひざまずいている。マグダラのマリアは長いピンクの衣服をまとった女性であり、遺体に塗るための香油の壺を手に持っている。スケドーニはカトリックが対抗宗教改革で打ち出した新しい芸術規範にしたがって構図を作り出している。入念に背景を準備して天使の白い衣を強調し、彼女たちの演劇的な身ぶりや表情で驚愕をはっきり表現している。衣文表現は巧みであり、それがコレッジョ的な色調の大胆な色遣いと調和、融合している。本作品はスケドーニが長年にわたって探求したコレッジョの様式とカラヴァッジョの明暗、カラッチ一族の古典主義といった絵画表現の集大成的な作品である。その中心は本作品に如実に表れている自然主義と強い感情的衝撃であり、衣服の色調と色彩の組み合わせ、深い衣文表現は甘美さと激しさを同時に兼ね備えており、同時代のパルマではジョヴァンニ・ランフランコ以外に対抗できる者がいない色彩の芸術家であったことを物語っている。

## 来歴
完成した絵画はカプチン会修道院教会の高祭壇の前で『キリスト降下』と向かい合って設置させた。1809年にパルマ美術アカデミーのコレクションに加えれたのち、パルマ国立美術館設立時に収蔵された。他の連作はナポリのカポディモンテ美術館とナポリ王宮博物館に所蔵されている。